# Ouvrage du Bovenberg
Pour les articles homonymes, voir Bovenberg.
L'ouvrage du Bovenberg est un ouvrage fortifié de la ligne Maginot, situé sur la limite entre les communes d'Éblange et d'Ottonville, dans le département de la Moselle.
C'est un ouvrage d'infanterie, comptant six blocs. Construit à partir de 1931, il a été épargné par les combats de juin 1940.

## Position sur la ligne
Faisant partie du sous-secteur de Tromborn dans le secteur fortifié de Boulay, l'ouvrage du Bovenberg, portant l'indicatif A 27, est intégré à la « ligne principale de résistance » entre la casemate CORF d'intervalle d'Éblange (C 62) à l'ouest et le blockhaus RFM Nord de Herrenfeld (Bb 34) à l'est, à portée de tir des canons des gros ouvrages d'Anzeling (A 25) plus au nord-ouest.
L'ouvrage est installé sur la cote 295, appelée le Bovenberg.

## Description
L'ouvrage est composé en surface de six blocs de combat, dont l'un sert aussi de bloc d'entrée, avec en souterrain des magasins à munitions (M 2), une usine électrique, une caserne, une cuisine, des latrines, un poste de secours, des PC, des stocks d'eau, de gazole et de nourriture, des installations de ventilation et de filtrage de l'air, le tout relié par une galerie profondément enterrée. L'énergie est fournie par deux groupes électrogènes, composés chacun d'un moteur Diesel SGCM GVU 33 (fournissant 68 chevaux à 750 tr/min) couplé à un alternateur, complétés par un petit groupe auxiliaire (un moteur CLM 1 PJ 65, de 8 ch à 1 000 tr/min) servant à l'éclairage d'urgence de l'usine et au démarrage pneumatique des gros diesels. Le refroidissement des moteurs se fait par circulation d'eau.
Le bloc 3 n'a cependant pas été relié à l'ensemble. Les projets initiaux prévoyaient un ouvrage d'artillerie à 18 blocs. Plus tard, il fut envisagé d'ajouter une entrée et de relier le bloc 3, mais rien ne fut concrétisé.
Une casemate d'artillerie de type RFM 1937, non reliée, a également été construite dans le périmètre, armée avec deux créneaux pour canon de 75 mm modèle 1897 flanquant vers le sud et une cloche GFM.
Le bloc 1 sert à lafois d'entrée et de casemate d'infanterie flanquant vers le nord-ouest, armé avec un créneau mixte pour JM/AC 47 (jumelage de mitrailleuses et canon antichar de 47 mm), un autre créneau pour JM et deux cloches GFM (guetteur fusil-mitrailleur).
Le bloc 2 est une casemate cuirassée d'infanterie, équipée avec deux cloches GFM et une cloche LG (lance-grenades).
Le bloc 3 est une casemate double d'infanterie, avec deux créneaux mixtes pour JM/AC 47, deux autres créneaux pour JM, une cloche JM et deux cloches GFM.
Le bloc 4 est une casemate cuirassée d'infanterie, avec deux cloches JM et une cloche GFM.
Le bloc 5 est un observatoire, équipé avec une cloche VDP (vue directe et périscopique, indicatif O 13).
Le bloc 6 est un bloc d'infanterie, avec une tourelle de mitrailleuses et une cloche GFM.

## L'ouvrage aujourd'hui
Toujours propriété de l'État, resté à l'abandon, puis vandalisé et pillé, l'ouvrage a vu par la suite ses accès remblayés pour stopper les accès non autorisés, et c'est sous cet aspect que se présentent les extérieurs actuellement, à l’exception notable de la casemate d'artillerie séparée, située quant à elle en terrain privé.